# Otólito

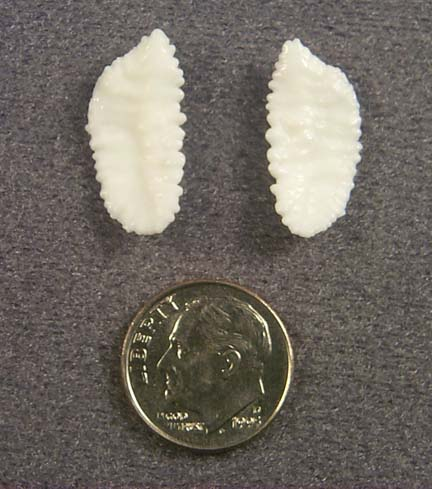
Otólitos de bacalhau e moeda de 10 cêntimos de dólar

Otólitos são concreções de carbonato de cálcio presentes dentro de câmaras no aparelho vestibular do ouvido interno dos vertebrados e que têm a função de controlar a posição do corpo do animal, ou seja, manter o equilíbrio postural.

## Otólitos dos peixes
Os peixes ósseos possuem três pares de otólitos: sagita, lapílo e asterisco, cada um deles localizado em sua câmara própria do aparelho vestibular. Seu crescimento se dá pela aposição concêntrica de uma matriz proteica chamada otolina e carbonato de cálcio, formando anéis de crescimento que podem ser observados ao se analisar um corte transversal da estrutura.
Em peixes adultos, os anéis de crescimento podem ser anuais ou com outra periodicidade, o que permite a determinação da idade de um peixe que se capture na natureza. Em larvas e juvenis pode ser reportada a formação de anéis diários de crescimento, o que possibilita a determinação da idade em dias de uma larva ou juvenil.
Dentre as aplicações mais recentes de estudos com otólitos, destaca-se a análise de sua composição química para se determinar locais de nascimento e migração de peixes.